# Pseudoplectus perplexus
Pseudoplectus perplexus är en skalbaggsart som först beskrevs av Jacquelin du Val 1854.  Pseudoplectus perplexus ingår i släktet Pseudoplectus, och familjen kortvingar. Det är osäkert om arten förekommer i Sverige.